# Curb
Curb е първият студиен албум на канадската рок група Никълбек. Първоначално самостоятелно издаден от групата на 1 май 1996 г., албумът по-късно е преиздаден от Roadrunner през 2002 г. с различна обложка. Албумът е кръстен на един приятел на име Curby, който е убит в автомобилна катастрофа, заедно със своя приятелка, която също е в колата. Оригиналната обложка на албума е снимка на разбитата кола, в която Curby е бил убит. Песните Where?, Window Shopper, Left и Fly преди това са били пуснати в първия EP Hesher, и са записани пак за албума. Just Four по-късно е записана и издадена като Just For в третия албум на групата, Silver Side Up, през 2001 година.

## Песни
1. Little Friend 3:48
2. Pusher 4:00
3. Detangler 3:41
4. Curb 4:51
5. Where? 4:27
6. Falls Back On 2:57
7. Sea Groove 3:57
8. Fly 2:53
9. Just Four 3:53
10. Left 4:03
11. Window Shopper 3:42
12. I Don't Have 4:05